# Десоциализация
Десоциализацията (лат. de – „отсътствие“, „отстраняване на каквото и да е“ + фр. socialisation – „социализация“) е процес на загубата на възможност за социална интеракция и взаимодействие (което може да бъде причинено от външни или вътрешни фактори) , или също загубата от индивида на социалните ценности и норми вследствие на каквито и да е външни фактори. Това е обратният на социализацията процес. Десоциализацията е процес, при който индивидът губи своята социална роля и съответно загуба на социални позиции, власт или престиж, които са свързани с нея (например след оттегляне от спортна кариера), като индивидът може да преживее загуба на социална идентичност, резултираща в криза на идентичността, загуба на социален статус, загуба на образа-за-себе-си и само-чувствието, както и трудност в намирането на заместваща активност или друга социална група . Десоциализацията може да бъде отчуждение от своята група или социума поради вътрешни причини, тоест тук акцентът е отчуждаването и загубата на вътрешната обвързаност, а не толкова „излизането“ извън групата поради външни фактори.
Десоциализацията може да се наблюдава често у шизофреници. Характеризира се от невъзможност за съчувствие, да се почувства близост или да се оформят близки отношения с другите.
Обратният, възстановителен процес е ресоциализация .
Темата е често разглеждана по отношение на живота в затворите и поведение на затворниците, заради драстичната смяна в социалните роли (и загубата на такива) след влизане в затвор .